# Брајан Ангола
Брајан Ангола (шп. Braian Angola; Виљаунева, 6. април 1994) колумбијски је кошаркаш. Игра на позицији бека, а тренутно наступа за Хапоел Тел Авив.

## Биографија
Ангола је рођен у месту Виљануева у Колумбији. Са 14 година се преселио у Сједињене Америчке Државе како би наставио са својом кошаркашком каријером. Играо је у средњошколском тиму Фриндли Преп, где му је саиграч био Најџел Вилијамс-Гос. Након тога је четири године играо колеџ кошарку. По две године је провео на универзитетима Норт Ајдахо и Флорида Стејт.
Није одабран на НБА драфту 2018. године. Играо је летњу лигу за Орландо меџик, а потом се прикључио њиховом развојном тиму, Лејкланд меџику, где је и дебитовао у професионалној кошарци. У априлу 2019. долази у европску кошарку и потписује уговор са белгијским Остендеом. Са Остендеом је освојио титулу првака Белгије, а том успеху је значајно допринео па је и добио награду за најкориснијег играча финала плејофа. У Остендеу је играо до фебруара 2020. када потписује уговор са Партизаном.
Ангола је у сезони 2019/20, пре прекида због пандемије корона вируса, одиграо само два меча у АБА лиги, против Крке (5 поена, 5 скокова) и Меге (16 поена, 7 скокова), док у Еврокупу није имао право наступа. Почео је и сезону 2020/21. у Партизану али уз врло мало минутажу. Одиграо је само четири и по минута против Бурга у Еврокупу, те у АБА лиги девет минута против Борца (6 поена), односно непуних пет минута против Игокее без поена. У новембру 2020. је раскинуо уговор са Партизаном, након чега је прешао у израелског прволигаша Ирони Нес Циону.

## Успеси

### Клупски
- Остенде:
  - Првенство Белгије (1): 2018/19.

- Ирони Нес Циона:
  - ФИБА Куп Европе (1): 2020/21.

### Појединачни
- Најкориснији играч финала Првенства Белгије (1): 2018/19.